# Angelo Tartaglia
Angelo Tartaglia Broglio da Lavello, noto semplicemente come Tartaglia (Lavello, 1370 – Aversa, ottobre 1421), è stato un nobile, condottiero e capitano di ventura italiano, conte di Toscanella e signore di Acquapendente, Canino, Civitella d'Agliano, Gradoli, Lavello, Marta, Montalto di Castro, Sipicciano, Sutri e Tarquinia.

## Biografia

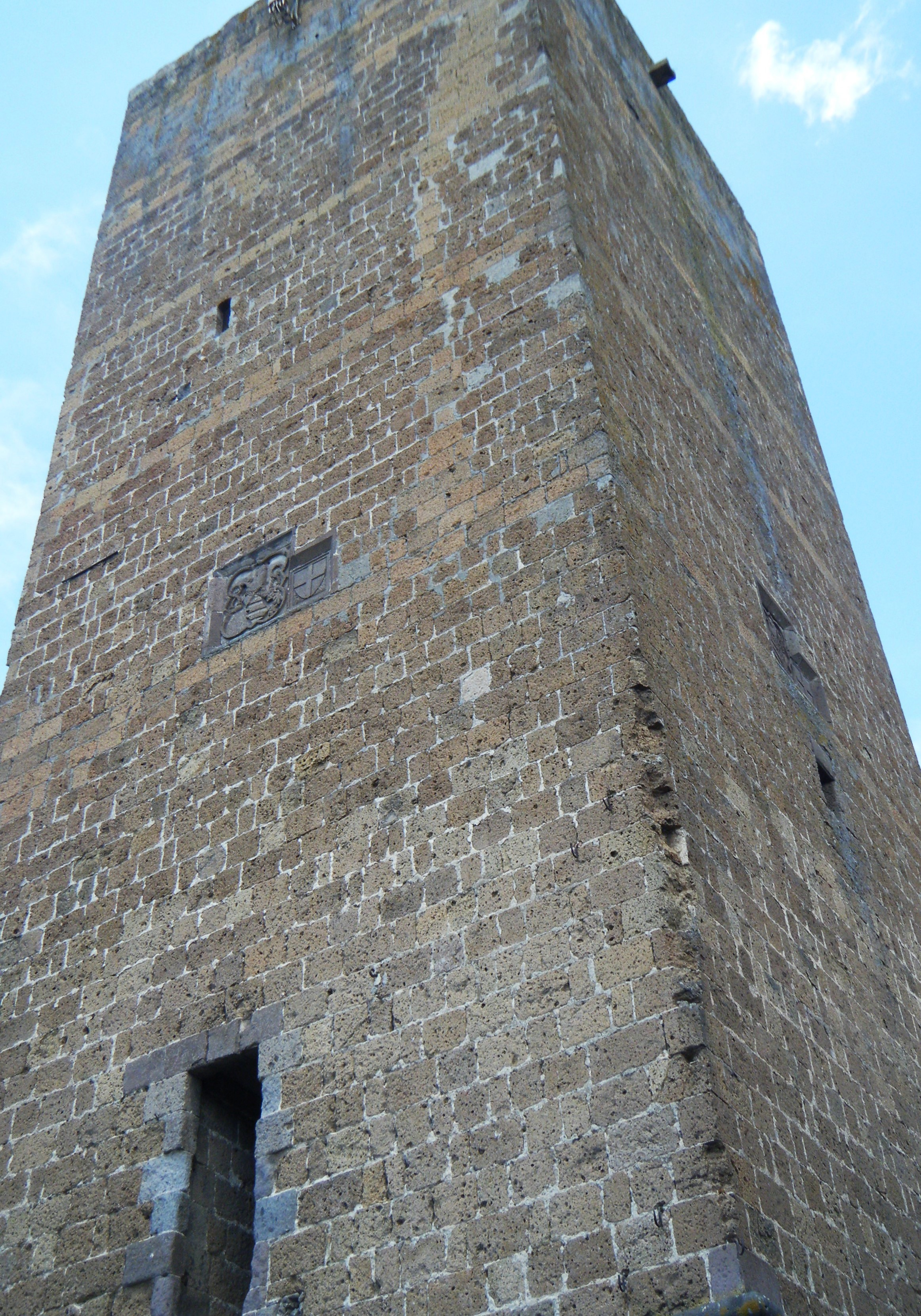
Torre di Lavello a Tuscania con lo stemma del Tartaglia

Nato nel 1370 come figlio illegittimo di Raimondo Orsini del Balzo, principe di Taranto e gran connestabile del Regno di Napoli, venne inizialmente adottato e cresciuto da Andrea Tartaglia, signore di Lavello, da cui prese il cognome e la dicitura seguente "da Lavello". Giovanissimo, si formò nella compagnia di ventura di Ceccolo Broglia, venendo poi adottato da quest'ultimo ed ereditandone alla morte le truppe, il vessillo e "Broglio" come secondo cognome (quindi Angelo Tartaglia Broglio da Lavello).
Alleatosi con il condottiero Muzio Attendolo Sforza, passò al servizio della Repubblica di Firenze. Il 26 giugno 1402, partecipò alla battaglia di Casalecchio, con l'incarico di sorvegliare il ponte sul Reno, ma abbandonò improvvisamente la postazione per lanciarsi nel combattimento, lasciando senza difesa gli accampamenti dal suo lato. L'imprudenza costò la sconfitta della sua fazione che si diede alla fuga, mentre il Tartaglia venne catturato ed imprigionato.
Tornato in libertà, si assunse la responsabilità della sconfitta ma ciò non bastò a placare l'ira dello Sforza che non tollerò la sua azione. Da quel momento, Tartaglia e Sforza entrarono in pessimi rapporti e tra di loro si instaurò una fortissima rivalità che perdurò sempre. Nel 1404 intervenne con la sua armata in aiuto di Francesco Novello da Carrara, signore di Padova, in quel momento in guerra contro la Repubblica di Venezia. Nello stesso anno affiancò i carraresi durante la conquista di Verona. Pose sotto assedio San Martino Buon Albergo, sconfiggendo la resistenza del condottiero Ugolotto Biancardo.
Nel 1405, assieme allo Sforza, prese parte alla conquista di Pisa per conto della Repubblica di Firenze. Nel 1407 passò ai servigi della Repubblica di Siena e nel 1409 andò alla corte del re Ladislao d'Angiò-Durazzo come capitano di ventura e fidato consigliere. Sotto il re del Regno di Napoli, il Tartaglia difese con successo Perugia e Civitavecchia, insidiata dagli attacchi di Braccio da Montone, e l'8 giugno 1413 conquistò Roma, mettendo in fuga l'antipapa Giovanni XXIII, inseguito dalle truppe del Tartaglia che però non riuscirono a catturarlo.
In segno di gratitudine, il re Ladislao gli conferì il titolo di rettore e governatore di Toscanella il 23 luglio 1413. Stabilitosi nella cittadina laziale, il Tartaglia pose qui il proprio quartier generale e fece erigere un palazzo fortificato (attualmente in rovina), a cui diede il nome "Lavello" e che costituì il punto di partenza per tutte le sue spedizioni militari. Con la morte del re Ladislao, passò alle dipendenze di Giovanni XXIII, dopo esser stato convinto da emissari della Repubblica di Firenze, da cui ricevette la mansione di riportare sotto l'autorità papale le città di Viterbo e Corneto (l'attuale Tarquinia).
In questo periodo il Tartaglia divenne il terrore delle zone pontificie: il suo esercito compì razzie ovunque ed ordinò di far decapitare i suoi subalterni Farina e Beccarino Brunori, sospettati di aver progettato un suo assassinio per volere dello Sforza. Prese dal timore, Siena, Orvieto ed altre città dell'Umbria gli inviarono doni di grande valore. Nel 1418 giurò fedeltà al nuovo papa Martino V, il quale, come ricompensa, gli assegnò uno stipendio di 39 000 fiorini. Sotto i servigi del nuovo pontefice, ritrovò il suo antico rivale Sforza ed insieme occuparono Assisi il 15 ottobre 1419.
Temendo uno scontro tra i due condottieri, Martino V siglò, nella città da poco riconquistata, un formale atto di riconciliazione, che si consolidò con il matrimonio tra il figlio illegittimo dello Sforza, Giovanni, e la figlia del Tartaglia, Lavinia. Inoltre il papa, per mantenere più stretti i rapporti con il Tartaglia di cui volle servirsi per porre sul trono di Napoli Luigi III d'Angiò-Valois, lo nominò conte ereditario. Tornato così al servizio della Chiesa, conquistò numerosi territori tra il Lazio e l'Umbria.
Attaccò Soriano nel Cimino, difesa dal capitano di ventura francese Giannetto di Magnamonte, il quale, sconfitto, si arrese dietro la consegna di 9 000 fiorini; conquistò Capitone, San Gemini, in cui sconfisse il Gattamelata e Brandolino Brandolini, e Todi. Accusato di tradimento e di aver avuto contatti con Braccio da Montone, il Tartaglia venne arrestato nel sonno per ordine del suo antagonista Sforza e, dopo avergli estorto una confessione con la tortura senza alcuna possibilità di difendersi, nell'ottobre del 1421 venne decapitato sulla piazza del mercato di Aversa, con la complicità di papa Martino V. Dopo la morte, i suoi uomini si arruolarono sotto Braccio da Montone, combattendo contro il papa e lo Sforza.

## Ascendenza
|                           |   |                       | Genitori              |  |  | Nonni |  |  | Bisnonni       |  |  | Trisnonni     |  |
|                           |   |                       |                       |  |  |       |  |  | Roberto Orsini |  |  | Romano Orsini |  |
|                           |   |                       |                       |  |  |       |  |  | Roberto Orsini |  |  | Romano Orsini |  |
|                           |   | Anastasia di Monforte |                       |  |  |       |  |  | Roberto Orsini |  |  |               |  |
| Nicola Orsini             |   |                       |                       |  |  |       |  |  | Roberto Orsini |  |  |               |  |
|                           |   | Sveva del Balzo       | Ugone del Balzo       |  |  |       |  |  |                |  |  |               |  |
|                           |   | Sveva del Balzo       | Ugone del Balzo       |  |  |       |  |  |                |  |  |               |  |
|                           |   | Sveva del Balzo       | Jacopa della Marra    |  |  |       |  |  |                |  |  |               |  |
| Raimondo Orsini del Balzo |   | Sveva del Balzo       |                       |  |  |       |  |  |                |  |  |               |  |
|                           |   | Guglielmo di Sabrano  | Ermingano di Sabrano  |  |  |       |  |  |                |  |  |               |  |
|                           |   | Guglielmo di Sabrano  | Ermingano di Sabrano  |  |  |       |  |  |                |  |  |               |  |
|                           |   | Guglielmo di Sabrano  | Alistasia del Balzo   |  |  |       |  |  |                |  |  |               |  |
| Giovanna di Sabrano       |   | Guglielmo di Sabrano  |                       |  |  |       |  |  |                |  |  |               |  |
|                           |   | Roberta di Sangiorgio | Berardo di Sangiorgio |  |  |       |  |  |                |  |  |               |  |
|                           |   | Roberta di Sangiorgio | Berardo di Sangiorgio |  |  |       |  |  |                |  |  |               |  |
|                           |   | Roberta di Sangiorgio | Isabella Maletta      |  |  |       |  |  |                |  |  |               |  |
| Angelo Tartaglia          |   | Roberta di Sangiorgio |                       |  |  |       |  |  |                |  |  |               |  |
|                           | ? | ?                     |                       |  |  |       |  |  |                |  |  |               |  |
|                           | ? | ?                     |                       |  |  |       |  |  |                |  |  |               |  |
|                           | ? | ?                     |                       |  |  |       |  |  |                |  |  |               |  |
| ?                         | ? |                       |                       |  |  |       |  |  |                |  |  |               |  |
|                           |   | ?                     | ?                     |  |  |       |  |  |                |  |  |               |  |
|                           |   | ?                     | ?                     |  |  |       |  |  |                |  |  |               |  |
|                           |   | ?                     | ?                     |  |  |       |  |  |                |  |  |               |  |
| ?                         |   | ?                     |                       |  |  |       |  |  |                |  |  |               |  |
|                           |   | ?                     | ?                     |  |  |       |  |  |                |  |  |               |  |
|                           |   | ?                     | ?                     |  |  |       |  |  |                |  |  |               |  |
|                           |   | ?                     | ?                     |  |  |       |  |  |                |  |  |               |  |
| ?                         |   | ?                     |                       |  |  |       |  |  |                |  |  |               |  |
|                           |   | ?                     | ?                     |  |  |       |  |  |                |  |  |               |  |
|                           |   | ?                     | ?                     |  |  |       |  |  |                |  |  |               |  |
|                           |   | ?                     | ?                     |  |  |       |  |  |                |  |  |               |  |
|                           |   | ?                     |                       |  |  |       |  |  |                |  |  |               |  |

## Discendenza
Angelo Tartaglia si sposò prima con Anna Oditea Orsini del Balzo e poi con Agnese Monaldeschi. Ebbe un figlio, Gaspare, e due figlie, Lavinia ed Anna Maria, la prima andata in sposa a Giovanni Sforza, figlio naturale del capitano di ventura Muzio Attendolo Sforza e di Lucia Terzani, e la seconda andata in sposa ad un membro della famiglia Corsi.